# Matsumoto Keisuke
Keisuke Matsumoto (sinh ngày 17 tháng 6 năm 1988) là một cầu thủ bóng đá người Nhật Bản.

## Sự nghiệp câu lạc bộ
Keisuke Matsumoto đã từng chơi cho MIO Biwako Shiga và Grulla Morioka.